# Oldtidens Kina
Den Kinesiske civilisation opstod i forskellige bystater langs Den Gule Flod (kinesisk: 黄河, pinyin: Huang Hé) i den Yngre stenalder. Kinas skriftlige historie begynder med Shang-dynastiet (ca. 1600 f.Kr. – ca. 1100 f.Kr.); de tidligste skriftfund af kinesisk oprindelse er da netop også fundet i denne periode (ca. 1500 f.kr. – datoen er fundet vha. Kulstof-14) og er skrevet på skildpaddeskjold. Det var dog først i Zhou-dynastiet (1122 f.kr. til 256 f.kr) at den kinesiske kultur blev defineret; det var da netop også Zhou-dynastiet, der er det længstvarende dynasti i Kinas historie, og er markeret som det dynasti der førte oldtidens primitive skrift frem til begyndelsen af den moderne kinesiske skriftform.
Det feudale Zhou-dynasti brød til sidst sammen, hvorefter der opstod en lang række stridende bystater kaldet De Stridende Staters Tid. Det endte dog med, at visse bystater voksede til egentlige kongedømmer, hvilket kulminerede i Qin-statens herredømme i 221 f.kr. anført af Qin Shi Huang, da han erobrede alle de andre stater og dermed dannede det første kinesiske imperium; det er da også af denne grund, at Qin Shi Huang senere er blevet kendt som Kinas fader.
De efterfølgende kinesiske dynastier udviklede da også bureaukratiske systemer, der gjorde det muligt for kejseren af Kina effektivt at kontrollere et så stort område.
Den traditionelle historiske opfattelse af Kinas historie er, at det er en stat skiftende mellem perioder af politisk enighed og splittelse (se animation), samt at det lejlighedsvis var domineret af udenlandske folkeslag (heriblandt mongolerne anført Djenghis Khan).

## Oldtidens Æra

### Xia-dynastiet
Det kinesiske Xia-dynasti er det første dynasti i Kina, der beskrives i gamle historiske optegnelser såsom "Records af Grand Historian" og "Bamboo Annals" (skrevet omkring 2100 f.Kr. til 1600 f.Kr.)
Selvom der er uenighed om eksistensen af dette dynasti, er der arkæologiske beviser, der muliggør en sådan eksistens. Her henvises til historikeren Sima Qian (145 f.kr. til 90 f.Kr) og anvisningen i den kinesiske "Bamboo Annals" der daterer grundlæggelsesdatoen for dette dynasti til for 4200 år siden. Det skal dog siges, at denne dato ikke er bekræftet! De fleste arkæologer forbinder Xia-dynastiet med udgravninger på Erlitou i den centrale del af Henan Provinsen,,
hvor et bronzesmelteværk fra omkring 2000 f.Kr. blev afdækket. Tidlige markeringer fra denne periode findes på keramik og skaller og menes at være forfædre til de moderne kinesiske tegn.
Med sine få klare optegnelser til Shangs orakelknogler eller Zhous bronzeinskriptioner, er Xia-dynastiet stadig dårligt forstået.

### Shang-dynastiet
Der er for få eller ingen kildehenvisninger i dette afsnit, hvilket er et problem. Du kan hjælpe ved at angive troværdige kilder til de påstande, som fremføres.

De tidligste skriftlige fund fra Kina dateres til Shang-dynastiet (måske det 13. århundrede f.Kr.), og er inskriptioner af spådoms registreringer af knogler eller skaller af dyr (de såkaldte orakelben). Arkæologiske fund tjener som bevis for eksistensen af Shang-dynastiet (1600 f.kr. til 1046 f.Kr.). Shang-dynastiet er desuden opdelt i to dele. Den første del, fra den tidligere Shang-periode (ca. 1600 f.kr. til 1300 f.Kr.), kommer fra kilder på Erligang, Zhengzhou og Shangcheng. Den anden del, fra den senere Shang-periode (også kaldet Yin- (殷))(1300 f.kr. til 1046 f.kr.) periode, består af en stor mængde orakelknogleskrifter. Anyang, i nutidens Henan provins, er blevet bekræftet som det sidste af de ni hovedstæder der fandtes igennem den senere Shang periode. Shang-dynastiet havde i alt 31 regenter, fra Kong Tang af Shang til Kong Zhou af Shang.
Religionen i Shang-dynastiet var polyteistisk (troen på flere guder) med en overgud kaldet Shang-Ti. Folk, der boede i Shang-dynastiet mente også, at deres forfædre blev gudelignende, når de døde, og at deres forfædre ønskede at blive tilbedt som guder.
Omkring 1500 f.Kr begyndte folk at bruge inskriptioner på orakelben til at forsøge at finde ud af hvad der ville ske i fremtiden. På tidspunktet for Zhou-dynastiet (ca. 1.100 f.Kr.) tilbød kineserne også en fysisk kraft kaldet Tian (Wade-Giles: t'ien) (normalt oversat til Himlen). Ligesom Shang-Ti, regerede t'ien over alle de andre guder. Det var også t'ien der besluttede, hvem der ville være kejser eller kejserinde af Kina. Kejseren eller kejserinden kunne kun regere så længe han eller hun havde mandat til dette fra t'ien. Måden hvorpå man vidste om kejseren eller kejserinden havde mistet dette mandat, var igennem naturkatastrofer. Hvis de begyndte at opstå måtte det altså være tegn på at den siddende regent havde mistet sit mandat, og han eller hun ville da blive væltet af en anden person, der ville blive den nye regent.
Ifølge historieskriveren Sima Qians Historiske Optegnelser blev hovedstaden under Shang-dynastiet flyttet seks gange. Den sidste og vigtigste flytten blev til Yin i 1350 f.kr. og førte til dynastiets guldalder. Udtrykket Yin-dynastiet er blevet synonymt med Shang-dynastiet i historien, selvom det på det seneste er blevet brugt specifikt i forhold til sidste halvdel af Shang-dynastiet.
Kinesiske historikere, der lever i senere perioder var vant til begrebet at et dynasti afløser et anden, men den faktiske politiske situation i begyndelsen af Kina er kendt for at have været langt mere kompliceret. Derfor kan, som nogle forskere tyder på, Xia og Shang eventuelt henvise til politiske enheder, der eksisterede samtidigt, ligesom de tidlige Zhou vides at have eksisteret på samme tid som Shang.
Skriftlige registreringer fundet på Anyang bekræfter eksistensen af Shang-dynastiet, dog er vestlige akademikere ofte tilbageholdende med at knytte bosættelser med Shang-dynastiet. For eksempel kan de arkæologiske fund ved Sanxingdui foreslå en teknologisk avancerede civilisation kulturelt modsat Anyang. Beviserne kan dog netop ikke bevise hvor langt Shang-dynastiet strakte sig fra Anyang. Den førende hypotese er, at Anyang blev styret af de samme Shang i den officielle historie, sameksisterede og handlede med talrige andre kulturelt mangfoldige bosættelser i det område, der nu betegnes som Kina.